# Im Photoatelier
Im Photoatelier ist ein Kurzfilm mit Karl Valentin und Liesl Karlstadt aus dem Jahr 1933.

## Handlung
Ein Fotograf muss aufgrund einer dringenden Angelegenheit drei Tage verreisen und lässt seine beiden Gehilfen, die ihm bisher nur beim Entwickeln der Bilder helfen durften, in seinem Dachatelier zurück, um das Geschäft während seiner Abwesenheit fortzuführen.
Die beiden machen es sich gemütlich, doch der Meister erscheint noch zweimal, weil er seine Brieftasche vergessen hat, und entdeckt seine Helfer beim Zigarettenrauchen. Beim nächsten Läuten tritt eine Bäuerin herein, die ihr kleines Enkelkind fotografieren lassen möchte. Ein Foto kommt nach mehreren Missverständnissen nicht zustande, da steht schon der nächste Kunde namens Scharfrichter Meier vor ihnen, der ein schönes Brustbild haben möchte. Nachdem er trotz seines furchterregenden Auftritts erfolgreich fotografiert wurde, steht prompt ein scheinbar geköpftes, in Wirklichkeit übergroßes Brautpaar vor der Tür. Während der umständlichen Bemühungen, die beiden Hünen irgendwie zu fotografieren, kommt der Meister zurück und fällt in Ohnmacht.

## Produktionsnotizen
Dem Film liegt eine gleichnamige Originalszene von Karl Valentin und Liesl Karlstadt zugrunde, die am 7. Juni 1927 an der Münchner Volkssängerbühne Apollotheater uraufgeführt wurde. Von November 1929 bis Januar 1930 waren Valentin und Karlstadt damit in Berlin im Kabarett der Komiker erfolgreich. Die Dreharbeiten zum Film erfolgten vom 26. November 1932 bis zum 28. November 1932 im Atelier der Bavaria Film in Geiselgasteig. Uraufführung war am 3. Januar 1933 in München.